# Quivvy
Quivvy was een Nederlands softrockduo uit Den Haag, bestaande uit Harry Heijmans en Bernard Bekman.

## Biografie
Heijmans en Bekman speelden onafhankelijk van elkaar in verschillende Haagse bands. Ze ontmoetten elkaar in 1975.
Ze besloten om een duo te vormen om hun gelijkgestemde muzikale ideeën vorm te geven. Bekman was zanger en gitarist en hij schreef de nummers. Heijmans was zanger en bassist. In Quivvy, een streek in Ierland hadden ze verschillende vakanties samen doorgebracht en zo ontstond de naam van het duo. 
In juli 1979 verscheen de eerste single The Moment You Left Me, een uptempo softrock nummer. Het was geschreven door Bekman en de producer was Shell Schellekens. De volgende single Elinore verscheen in 1980 en was geproduceerd door Paul Natte. In april 1980 werd Quivvy uitgenodigd om deel te nemen aan het Cavan International Song Contest. Vervolgens hadden ze een aantal succesvolle optredens in Ierland.

## Discografie

### Singles
- 1979 - The Moment You Left Me / Simple Melody
- 1980 - Elinore / Draw the Line